# Відпустка у вересні
«Відпустка у вересні» (рос. «Отпуск в сентябре») — російський радянський двосерійний художній телефільм-драма кіностудії «Ленфільм» 1979 року за мотивами п'єси Олександра Вампілова «Качине полювання».
Головну роль у фільмі зіграв Олег Даль (інженер Зілов), ця роль вважається однією з найкращих у творчій біографії актора. Після зйомок був «покладений на полицю» і на широкі екрани вперше вийшов в 1987 році, вже після смерті Олега Даля.

## Сюжет
Інженер Віктор Зілов, прокинувшись вранці в новій квартирі, отримує траурний вінок від «невтішних друзів» на своє поховання. Довгоочікувану квартиру Зілов, типовий інтелігент «епохи застою», гуляка і алкоголік, отримав декількома днями раніше і влаштував новосілля для старих друзів. Друзі подарували Зілову рушницю для вересневого качиного полювання — єдиного заняття, яке ще викликає у Віктора хоч якийсь інтерес. І в цей час дружина Зілова (Ірина Купченко), яка покладала на нову квартиру сподівання щодо налагодження сім'ї, не витримує гультяйства чоловіка та йде від його…

## У ролях
- Олег Даль — Зілов
- Ірина Купченко — Галина, дружина Зілова
- Ірина Рєзнікова — Віра
- Наталія Гундарєва — Валерія, дружина Саяпіна
- Наталія Міколишіна — Ірина
- Юрій Богатирьов — Саяпін
- Геннадій Богачов — Діма
- Микола Бурляєв — Кузаков
- Євген Леонов — Кушак